# Noirhat
Noirhat is een gehucht in Bousval, deelgemeente van de stad Genepiën in de Belgische provincie Waals-Brabant.
Het gehucht ligt meer dan 2,5 kilometer ten noordoosten van het dorpscentrum van Bousval. Noirhat ligt langs de Dijle, tegen de grens met Court-Saint-Étienne. Ten oosten van Noirhat mondt de Cala uit in de Dijle.

## Geschiedenis
Op de Ferrariskaart uit de jaren 1770 wordt hier een gehucht Noir Haet weergegeven, met ten noorden de hoeve Cense de Begibon. De Vandermaelenkaart uit het midden van de 19de eeuw toont het gehucht Noirhat, langs de weg tussen Bousval en Court-Saint-Étienne.
In de jaren 1850 werd nabij het gehucht spoorlijn 141, tussen Manage en Court-Saint-Étienne, aangelegd. Langs deze spoorlijn werd hier het Station van Noirhat geopend.

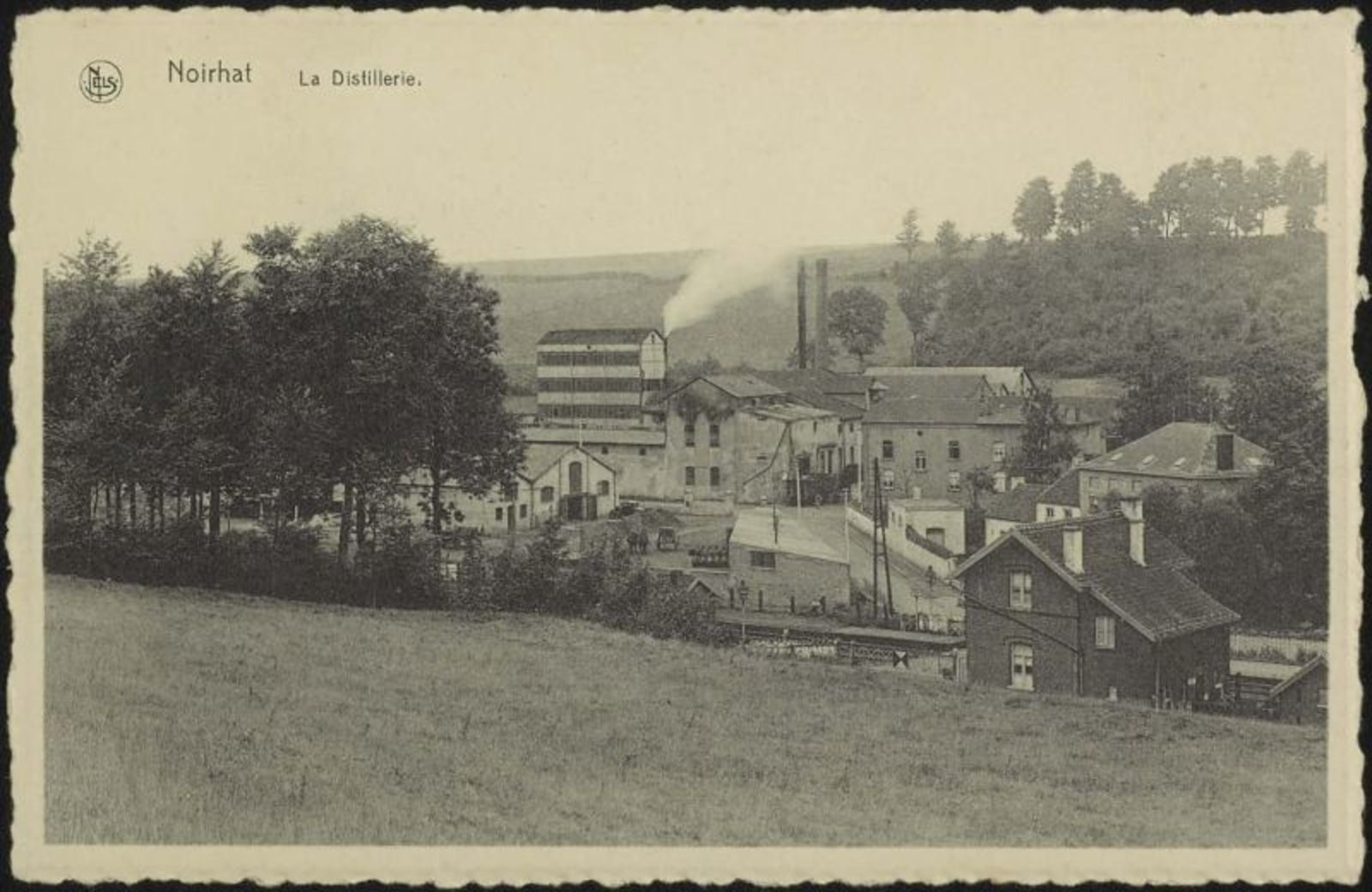
Distillerie De Broux

Eind 19de eeuw richtte de Auguste De Broux in Noirhat een destilleerderij in.. In 1928 werd door de familie De Broux in een oude schuur van de de hoeve ferme de Bégipont een kapel ingericht. De kapel werd aan het aartsbisdom Mechelen geschonken in 1938. De destilleerderij sloot in 1935.
Het station van Noirhat werd gesloten voor goederenvervoer in 1953. Het gebouw verdween tegen het eind van de 20ste eeuw. Het voorheen landelijk gebied in het noorden van Noirhat werd in de laatste decennia van de 20ste eeuw ingenomen door een residentiële wijk.
Eind 20ste eeuw werd een halve kilometer ten zuiden van Noirhat, aan de andere kant van de Dijle, de gewestweg N25 aangelegd, waardoor het doorgaand verkeer tussen Genepiën en Court-Saint-Étienne niet langer door Noirhat moest.

## Bezienswaardigheden
- de Chapelle Notre-Dame Médiatrice,  uit 1928.[4]

## Verkeer en verover
Door Noirhat loopt de N237 (Avenue des Combattants) tussen Genepiën en Court-Saint-Étienne.
Het voormalige station van Noirhat is verdwenen. De spoorlijn 141 werd opengebroken en vervangen door een RAVeL-fietspad.
Deelgemeenten: Baisy-Thy · Bousval · Genepiën · Glabais · Houtain-le-Val · Loupoigne · Oud-Genepiën · Ways

Overige plaatsen: La Bruyère · Bruyère Madame · Baisy · Basse-Laloux · Le Chantelet· Chênemont · Dernier Patard · La Falise · Ferrières · Les Flamandes · Fonteny · Foriest · Fosty · Hattain · Houtain-le-Mont · La Hutte · La Motte  · Loncée · Maison du Roi · Noirhat · Pallandt · Promelles · Quatre Bras · Ry-d'Hez · Sclage · Thy · Trou-du-Bois · Vieux Manants · Wanroux

Belgische gemeenten · Arrondissement Nijvel · Waals-Brabant · Wallonië